# Liste des cardinaux créés par Benoît XVI
Au cours de son pontificat de 2005 à 2013, Benoît XVI a créé (c'est-à-dire nommé) 90 cardinaux à l'occasion de 5 consistoires ordinaires. Sur ces 90 cardinaux, 61 sont toujours membres du collège cardinalice (au 21 juillet 2025), dont 20 électeurs. Contrairement à son prédécesseur, Benoît XVI s'est efforcé de respecter le nombre maximum de cardinaux électeurs (c'est-à-dire âgés de moins de 80 ans) fixé à 120 par Paul VI, s'autorisant pour quelques semaines un dépassement d'une unité après le consistoire de 2010 et un dépassement de 5 cardinaux en 2012.

## Liste des cardinaux créés par Benoît XVI
Les fonctions indiquées sont celles occupées par les cardinaux au moment de leur création

### Créés le 24 mars 2006
(annonce du 22 février 2006)
- Joseph Zen (1932- ), évêque de Hong-Kong
- Gaudencio Rosales (1932- ), archevêque de Manille
- Franc Rodé (1934- ), préfet de la Congrégation pour les Instituts de vie consacrée et les Sociétés de vie apostolique
- Stanisław Dziwisz (1939- ), archevêque de Cracovie
- Agostino Vallini (1940- ), préfet du Tribunal suprême de la Signature apostolique
- Jean-Pierre Ricard (1944- ), archevêque de Bordeaux
- Seán O'Malley (1944- ), archevêque de Boston
- Antonio Cañizares Llovera (1945- ), archevêque de Tolède
- Nicolas Cheong Jin-suk (1931-2021), archevêque de Séoul
- William Joseph Levada (1936-2019), préfet de la Congrégation pour la doctrine de la foi
- Carlo Caffarra (1938-2017), archevêque de Bologne
- Jorge Urosa (1942-2021), archevêque de Caracas

Le pape a aussi donné la barrette cardinalice à trois prélats âgés de plus de 80 ans qui ne pourront donc pas voter lors du conclave.
- Peter Poreku Dery (1918-2008), évêque émérite de Tamale (en)
- Le R.P. Albert Vanhoye (1923-2021), jésuite, secrétaire émérite de la Commission biblique pontificale
- Andrea Cordero Lanza di Montezemolo (1925-2017), archiprêtre de Saint-Paul-hors-les-Murs et nonce apostolique émérite en Papouasie-Nouvelle-Guinée (en), dans les Îles Salomon (en), au Nicaragua (en) et au Honduras (en), en Uruguay (en), à Chypre (en), en Israël (en), en Italie (en) et à Saint-Marin (en)

### Créés le 24 novembre 2007
(annonce du 17 octobre 2007)
- Raffaele Farina (1933- ), salésien, archiviste et bibliothécaire du Vatican
- Giovanni Lajolo (1935- ), gouverneur du Vatican
- Théodore-Adrien Sarr (1936- ), archevêque de Dakar
- Lluís Martínez i Sistach (1937- ), archevêque de Barcelone
- Sean Baptist Brady (1939- ), archevêque d'Armagh
- Angelo Bagnasco (1943- ), archevêque de Gênes
- Angelo Comastri (1943- ), archiprêtre de la Basilique Saint-Pierre de Rome
- Leonardo Sandri (1943- ), préfet de la congrégation pour les Églises orientales
- Oswald Gracias (1944- ), archevêque de Bombay
- Stanisław Ryłko (1945- ), président du Conseil pontifical pour les laïcs
- John Njue (1946- ), archevêque de Nairobi
- Daniel DiNardo (1949- ), archevêque de Galveston-Houston
- Francisco Robles Ortega (1949- ), archevêque de Monterrey
- Odilo Pedro Scherer (1949- ), archevêque de São Paulo
- Agustín García-Gasco (1931-2011), archevêque de Valence
- Paul Josef Cordes (1934-2024), président du Conseil pontifical Cor Unum
- John Patrick Foley (1935-2011), grand maître de l'ordre du Saint-Sépulcre de Jérusalem
- André Vingt-Trois (1942-2025), archevêque de Paris

Le pape a aussi donné la barrette cardinalice à cinq prélats âgés de plus de 80 ans qui ne pourront donc pas voter lors du conclave.
- Estanislao Esteban Karlic (1926-2025), archevêque émérite de Parana
- Emmanuel III Karim Delly (1927-2014), patriarche chaldéen de Babylone (Irak)
- Giovanni Coppa (1925-2016), nonce apostolique émérite en Tchécoslovaquie (en) puis en Slovaquie (en) et en République tchèque
- Le R.P. Urbano Navarrete (1920-2010), jésuite, recteur émérite de l'université pontificale grégorienne de Rome
- Le R.P. Umberto Betti (1922-2009), franciscain, recteur émérite de l'université pontificale du Latran de Rome

### Créés le 20 novembre 2010
(annonce du 20 octobre 2010)
- Francesco Monterisi (1934-), archiprêtre de la basilique Saint-Paul-hors-les-Murs
- Raymundo Damasceno Assis (1937-), archevêque d'Aparecida
- Paolo Romeo (1938-), archevêque de Palerme
- Donald William Wuerl (1940-), archevêque de Washington
- Gianfranco Ravasi (1942-), président du Conseil pontifical de la culture
- Mauro Piacenza (1944-), préfet de la Congrégation pour le clergé
- Robert Sarah (1945-), président du Conseil pontifical Cor unum
- Albert Malcolm Ranjith Patabendige Don (1947-), archevêque de Colombo
- Raymond Leo Burke (1948-), préfet du Tribunal suprême de la Signature apostolique
- Kurt Koch (1950-), président du Conseil pontifical pour la promotion de l'unité des chrétiens
- Kazimierz Nycz (1950-), archevêque de Varsovie
- Reinhard Marx (1953-), archevêque de Munich et Freising

- Medardo Joseph Mazombwe (1931-2013), archevêque émérite de Lusaka
- Raúl Eduardo Vela Chiriboga (1934-2020), archevêque émérite de Quito
- Paolo Sardi (1934-2019), vice-camerlingue de la Sainte Église romaine, pro-patron de l'ordre souverain de Malte
- SB Antonios Naguib (1935-2022), patriarche de l'Église catholique copte d'Alexandrie
- Fortunato Baldelli (1935-2012), pénitencier majeur de la Pénitencerie apostolique
- Velasio De Paolis (1935-2017), président de la Préfecture pour les affaires économiques du Saint-Siège
- Angelo Amato (1938-2024), salésien Don Bosco, préfet de la Congrégation pour les causes des saints
- Laurent Monsengwo Pasinya (1939-2021), archevêque de Kinshasa

Le pape a aussi donné la barrette cardinalice à quatre prélats âgés de plus de 80 ans, deux évêques et de deux prêtres, qui ne pourront donc pas voter lors du conclave.
- Walter Brandmüller (1929-), président émérite du Conseil pontifical des sciences historiques
- Domenico Bartolucci (1917-2013), maître de chœur historique de la chapelle Sixtine
- José Manuel Estepa Llaurens (1926-2019), archevêque émérite espagnol, ancien évêque aux armées d'Espagne, corédacteur du catéchisme de l'Église catholique
- Elio Sgreccia (1928-2019), président émérite de l'Académie pontificale pour la vie

### Créés le 18 février 2012
(annonce du 6 janvier 2012)
- Fernando Filoni (1946-), préfet de la Congrégation pour l'évangélisation des peuples
- Manuel Monteiro de Castro (1938-), Grand pénitencier de la Sainte Église romaine
- Santos Abril y Castelló (1935-), archiprêtre de la Basilique Sainte-Marie-Majeure
- Antonio Maria Vegliò (1938-), président du Conseil pontifical pour la pastorale des migrants et des personnes en déplacement
- Giuseppe Bertello (1942-), président du gouvernorat de l'État de la Cité du Vatican
- Francesco Coccopalmerio (1938-), président du Conseil pontifical pour les textes législatifs
- João Braz de Aviz (1947-), préfet de la Congrégation pour les instituts de vie consacrée et les sociétés de vie apostolique
- Edwin O'Brien (1939-), pro-grand maître de l'Ordre équestre du Saint-Sépulcre de Jérusalem
- Domenico Calcagno (1943-), président de l'Administration du patrimoine du siège apostolique
- Giuseppe Versaldi (1943-), président de la Préfecture pour les affaires économiques du Saint-Siège
- George Alencherry (1945-), archevêque majeur d'Ernakulam des syro-malabares
- Thomas Christopher Collins (1947-), archevêque de Toronto
- Dominik Duka (1943-), O.P., archevêque de Prague
- Willem Jacobus Eijk (1953-), archevêque d'Utrecht
- Giuseppe Betori (1947-), archevêque de Florence
- Timothy Dolan (1950-), archevêque de New York
- Rainer Woelki (1956-), archevêque de Berlin
- John Tong Hon (1939-), évêque de Hong Kong

Le pape a également décidé de donner la barrette cardinalice à quatre prélats âgés de plus de 80 ans, un évêque et trois prêtres, qui ne pourront donc pas voter lors d'un prochain conclave.
- Lucian Mureșan (1931-), archevêque majeur de Alba Iulia et Făgăraș des roumains

- le père Julien Ries (1920-2013), prêtre du diocèse de Namur, professeur émérite d'histoire des religions à l'université catholique de Louvain
- le père Prosper Grech (1925-2019), O.S.A, professeur émérite de plusieurs universités romaines et consulteur de la Congrégation pour la doctrine de la foi
- le père Karl Becker (1928-2015), S.J., professeur émérite de l'université pontificale grégorienne et consulteur de la Congrégation pour la doctrine de la foi

### Créés le 24 novembre 2012
(annonce du 24 octobre 2012)
Le 24 octobre 2012, Benoît XVI a annoncé la tenue du consistoire du 24 novembre, au cours duquel ont été créés 6 nouveaux cardinaux, tous électeurs.
- James Michael Harvey (1949-), archiprêtre de la basilique Saint-Paul-hors-les-Murs
- SB Bechara Boutros Rahi (1940-), patriarche d'Antioche des maronites
- Baselios Cleemis Thottunkal (1959-), archevêque majeur de Trivandrum des Syro-Malankares
- John Onaiyekan (1944-), archevêque d'Abuja
- Rubén Salazar Gómez (1942-), archevêque de Bogota
- Luis Antonio Tagle (1957-), archevêque de Manille